# 前田金造
前田 金造（まえだ きんぞう、1884年〈明治17年〉4月 - 没年不明）は、日本の商人（石油燐寸商、穀物商）、山口県多額納税者、下関商工会議所常議員。

## 人物
山口県人・前田利兵衛の四男。1929年、家督を相続する。商業を営む。山口県在籍で、住所は下関市阿弥陀寺町、同市西南部町。

## 家族・親族
前田家
- 父・利兵衛（1848年 - ?、山口、福田與七郎の二男）[1]
- 母・タネ（1854年 - ?、山口、升本クラの長女[1]、あるいは升本伊織の二女[2]）
- 妻・ウタコ[1]（あるいはウタ子[2]、1892年 - ?、山口、藤井安雄の妹[1]）
- 男・利一（1912年 - ?）[1][2]
- 長女[1]
- 二女[1]